# Hydroeciodes parda
Hydroeciodes parda là một loài bướm đêm trong họ Noctuidae.